# Hofanlage Ostertorstraße 18
Die Hofanlage Ostertorstraße 18, die Alte Schmiede in Bücken in der niedersächsischen Samtgemeinde Grafschaft Hoya, stammt vom 17. und 18. Jahrhundert.
Die Gebäude stehen unter Denkmalschutz (siehe auch Liste der Baudenkmale in Bücken).

## Beschreibung und Geschichte
Der Hof, auch als Alte Schmiede bezeichnet, besteht heute (2023) aus:
- dem eingeschossigen Wohn- und Wirtschaftsgebäude von 1621 (Inschrift) als niederdeutsches Zweiständer-Hallenhaus (12,15 × 21,50 m groß) in Fachwerk mit Steinausfachungen und einem ziegelgedeckten Krüppelwalmdach als Niedersachsengiebel mit Uhlenloch und Pferdeköpfen sowie mit beidseitig reich verziertem Renaissancegiebel mit der (später rundbogigen) Grooten Door und Balkeninschrift für die Erbauer „Heinrich Wilkens – Allheit Wilkens“, eingefasst mit den Wappen mit Zange und Hammer, mit vorstehenden Stichbalken, gestützt durch geschweifte Knaggen, und mit rankenverzierten Füllhölzern zwischen den Stichbalken und der Giebelschwelle sowie an der unteren Kante ein Zahnschnittfries sowie mit einem einfacheren rückseitigen Wohngiebel,

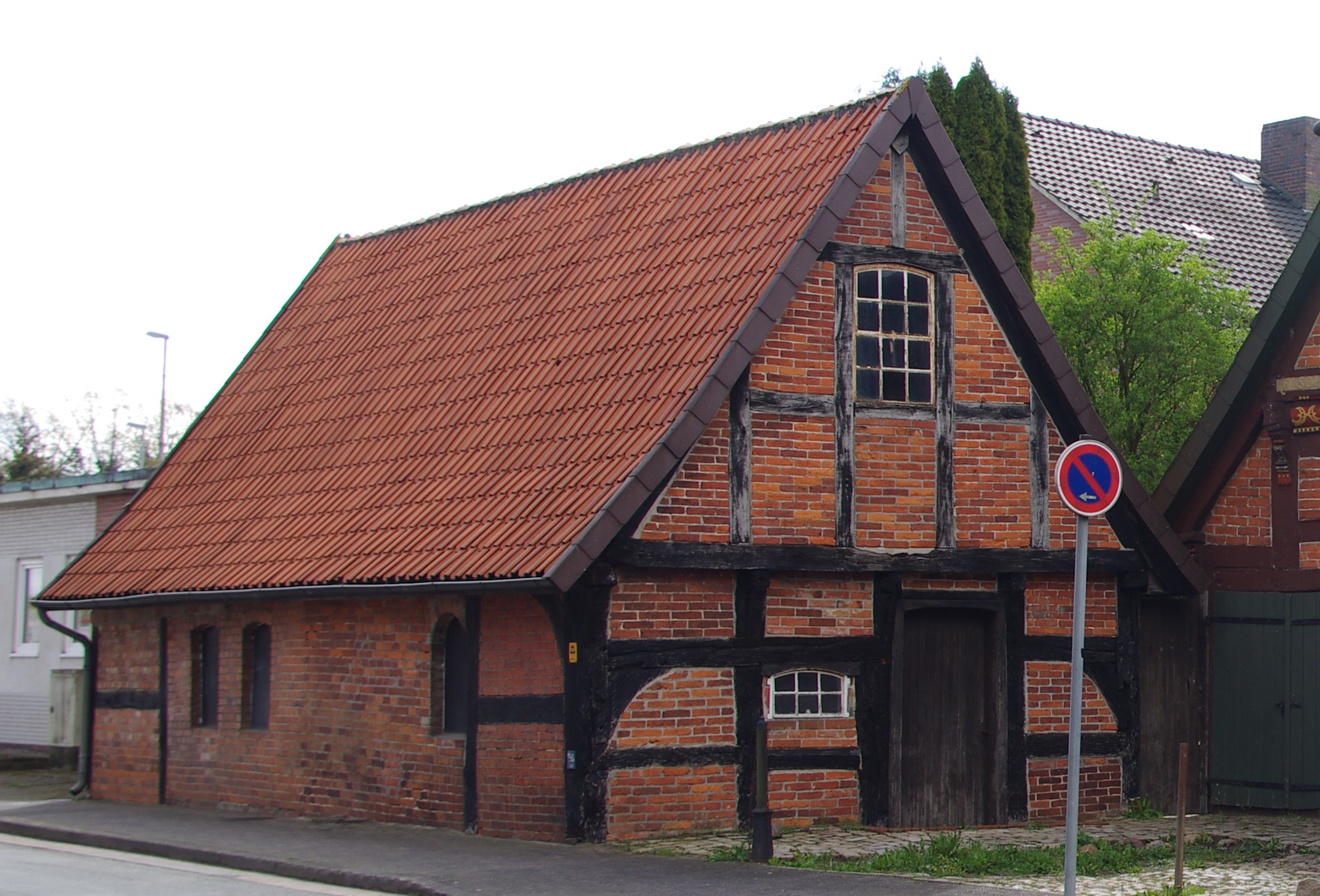
Nebengebäude

- dem eingeschossigen Nebengebäude vom Anfang des 18. Jahrhunderts teils in Fachwerk mit Satteldach, auskragendem Giebel sowie rund- und segmentbogenförmigen Fensteröffnungen.[2]

Ob in dem Haus auch anfänglich eine Schmiede war, ist nicht nachgewiesen; der Charakter des Gebäudes entsprach einem typischen Bauernhaus mit Diele, seitlichen Kübbungen (Raumerweiterung) für das Vieh, dem Flett (offene Küche) und einem dreiräumigen Kammerfach (Wohnteil). Ab 1765 gab es im Ort mehrere Schmieden. Einmalig in der Grafschaft Hoya ist eine umlaufende christliche Inschrift um den Torbogen. Die Innenkante des Torbogens ist zudem mit einer umlaufenden Perlenschnur versehen.
Das Niedersächsische Landesamt für Denkmalpflege befand: „… geschichtliche Bedeutung … durch beispielhafte Ausprägung einer zeittypischen Hofanlage mit zentralem niederdeutschen Hallenhaus … .“